# Jay Vine
Jay Vine (Townsville, 16 november 1995) is een Australisch wegwielrenner die sinds 2023 voor het in 2025 geheten UAE Team Emirates-XRG uitkomt.

## Biografie
Vine begon zijn wielercarrière in het mountainbiken. Pas later volgde het wegwielrennen. In 2019 koos hij volledig voor de weg en tekende bij de Australische wielerploeg Nero Continental. Hij begon zijn seizoen sterk met onder andere een derde plek in het eindklassement van de New Zealand Cycle Classic. Een jaar later werd hij vijfde in het eindklassement van de Herald Sun Tour. Dit 1min28s achter winnaar Jai Hindley. Voor het wielerseizoen 2021 had Vine een contract getekend bij ARA Pro Racing Sunshine Coast, maar door het winnen van de Zwift Academy won hij een contract bij de Belgische wielerploeg Alpecin-Fenix.
In de vierde etappe van de Ronde van het Baskenland in 2024 kwam Vine, samen met onder meer klassementsleider Primož Roglič, Jonas Vingegaard en Remco Evenepoel, ten val in een afdaling. Vine bleef in een greppel liggen en werd even later per ambulance naar het ziekenhuis in Vitoria-Gasteiz gebracht. Daar werden meerdere breuken in zijn wervelkolom geconstateerd.

## Palmares

### Overwinningen
2022
Bergklassement Ster van Bessèges
6e en 8e etappe Ronde van Spanje
2023
 Australisch kampioen tijdrijden
Eindklassement Tour Down Under
7e etappe Ronde van Turkije
Bergklassement Ronde van Turkije
2024
3e etappe (TTT) Parijs-Nice
4e etappe (ITT) Ronde van Burgos
 Bergklassement Ronde van Spanje
2025
3e en 5e etappe Internationale Wielerweek
Puntenklassement Internationale Wielerweek
3e etappe Ronde van Romandië
Puntenklassement Ronde van Romandië

### Resultaten in voornaamste wedstrijden
| Jaar | Ronde van Italië | Ronde van Frankrijk | Ronde van Spanje |
| ---- | ---------------- | ------------------- | ---------------- |
| 2021 |                  |                     | 73e              |
| 2022 |                  |                     | opgave (2)       |
| 2023 | 34e              |                     | opgave           |
| 2024 |                  |                     | 57e              |
| 2025 | opgave           |                     |                  |

| Jaar | Luik-Bast.‑Luik | Ronde van Lombardije | Clásica San Sebastián |  | WK op de weg |  | Wereldranglijsten |
| ---- | --------------- | -------------------- | --------------------- |  | ------------ |  | ----------------- |
| 2021 |                 |                      |                       |  |              |  | 397e (UWT)        |
| 2022 | 84e             | 64e                  |                       |  |              |  | 126e (UWT)        |
| 2023 |                 |                      |                       |  |              |  |                   |
| 2024 |                 |                      |                       |  | opgave       |  |                   |
| 2025 |                 |                      | opgave                |  |              |  |                   |

### Resultaten in kleinere rondes
| Jaar | Tour Down Under | Ronde van de VAE | Parijs-Nice | Ronde van Catalonië | Ronde van het Baskenland | Ronde van Turkije | Ronde van Noorwegen | Ronde van Romandië | Ronde van Zwitserland |
| 2021 |                 |                  |             |                     |                          | ↑                 |                     |                    |                       |
| 2022 |                 |                  | opgave      |                     |                          | ↑                 | ↑                   |                    | opgave                |
| 2023 | ↑               | opgave           |             |                     |                          | 33e (1)           |                     |                    | opgave                |
| 2024 |                 | 22e              | opgave      | opgave              | opgave                   |                   |                     |                    |                       |
| 2025 | 11e             | 14e              |             |                     |                          |                   |                     | ↑ (1)              |                       |

## Ploegen
- 2020 –  Nero Continental
- 2021 –  Alpecin-Fenix
- 2022 –  Alpecin-Deceuninck[a]
- 2023 –  UAE Team Emirates
- 2024 –  UAE Team Emirates
- 2025 –  UAE Team Emirates-XRG

Anderson · Bayer · De Bondt · del Carmen Alvarado · De Tier · De Vreese · Dillier · Eibl · Jans · Janssens · Krieger · Leysen · Meisen · Merlier · Meurisse · Modolo · Philipsen · Pieterse · Planckaert · Richardson · Rickaert · Riesebeek · Sbaragli · Sweeck · Taminiaux · Thwaites · Tulett · Vakoč · D. van der Poel · M. van der Poel · Vergaerde · Vermeersch · Vervaeke · Vine · Walsleben
Anderson · Ballerstedt · Bax · Bayer · De Bondt · De Tier · Dillier · Gaze · Gogl · Janssens · Krieger · Leysen · Mareczko · Merlier · Meurisse · Oldani · Philipsen · Planckaert · Rickaert · Riesebeek · Sbaragli · Stannard · Taminiaux · Thwaites · Van Den Bossche · D. van der Poel · M. van der Poel · Van Keirsbulck · Vermeersch · Vermote · Vine
Ackermann · Almeida · Ayuso · Bax · Bennett · Bjerg · Christen (vanaf 1/8) · Covi · Fisher-Black · Formolo · Gibbons · Groß · Großschartner · Hirschi · Hodeg · Laengen · Majka · McNulty · Molano · Novak · I. Oliveira · R. Oliveira · Pogačar · Polanc (tot 15/5) ·  Soler · Trentin · Ulissi · Vine · Vink · Wellens · Yates · Glivar (stagiair)
Almeida · Arrieta · Ayuso · Baroncini · Bax · Bjerg · Christen · Covi · del Toro · Fisher-Black · Großschartner · Hirschi · Hodeg · Laengen · Majka · McNulty · Molano · Morgado · Novak · I. Oliveira · R. Oliveira · Pogačar · Politt · Sivakov · Soler · Ulissi · Vine · Vink · Wellens · Yates